# Rzozów Centrum
Rzozów Centrum – przystanek kolejowy w Rzozowie, w województwie małopolskim, w powiecie krakowskim. Otwarcie przystanku nastąpiło 11 grudnia 2022 roku wraz ze zmianą rozkładu jazdy.